# Lee Smolin
Lee Smolin (Nova Iorque, 6 de junho de 1955) é um físico teórico dedicado ao estudo da gravidade quântica, cosmologia e teoria quântica.

## Livros para leigos
É autor de três livros, relativamente não técnicos, apreciáveis por público sem formação em física. Analisa as implicações filosóficas dos avanços em física e cosmologia:
- Life of the cosmos, 1997
- Three roads to quantum gravity, 2001
- The Trouble With Physics: The Rise of String Theory, the Fall of a Science, and What Comes Next. Houghton Mifflin, 2006. ISBN 978-0-618-55105-7